# Casa reial d'Aragó

Armes heràldiques de la Casa reial d'Aragó, provinents de l'emblema personal de Ramon Berenguer IV

La Casa reial d'Aragó o Casa d'Aragó és la institució que regí l'organització de la cort dels reis d'Aragó. Per la Concòrdia de Segòvia (1475), la Casa reial d'Aragó i la Casa reial de Castella s'uniran, concòrdia que entrarà en vigència a la mort de Joan II d'Aragó el Sense Fe i l'inici del regnat del seu fill Ferran II d'Aragó el Catòlic el 1479. La casa reial d'Aragó fou ocupada per diversos llinatges o dinasties:
- Dinastia Ximena
- Casal de Barcelona, que en esdevenir reis d'Aragó adoptaren el nom de Casal d'Aragó
- Dinastia Trastàmara, una branca dels quals, en esdevenir reis d'Aragó, adoptà el cognom Aragó

## Dinastia Ximena

Regne d'Aragó i Pamplona sota la Dinastia Ximena
Dominis que el 1076 passaren a Sanç Ramires, rei d'Aragó i Pamplona
Comtat de Navarra pel que Pere I rei d'Aragó i Pamplona, reté homenatge el 1087 a Alfons VI de Castella
Dominis patrimoniales de Sanç Ramires, rei d'Aragó i Pamplona
Terres conquerides per Sanç Ramires (1076-1094) i Pere I (1094-1104), reis d'Aragó i Pamplona
Terres conquerides per Alfons I (1104-1134), rei d'Aragó i Pamplona
Dominis regits per Alfons I rei d'Aragó i Pamplona
Dominis que al 1126 reclamà Alfons VII de Castella

Serà l'any 1035, durant el regnat de la Dinastia del Casal de Pamplona, quan Sanç III de Navarra dividirà les seves terres entre els fills, deixant el comtat d'Aragó a Ramir. Aquest va unir el comtat d'Aragó, el comtat de Sobrarbe i el comtat de Ribagorça en un únic poder polític, i va lluitar per aconseguir la seva independència del regne de Navarra, convertint-se en el primer rei d'Aragó amb el nom de Ramir I d'Aragó. El seu fill Sanç Ramires posarà el seu regne sota l'empara de la Santa Seu, esdevenint així un dels principals estats cristians de la península Ibèrica. Així mateix, esdevindrà rei de Pamplona, unint-se novament el regne d'Aragó i Pamplona sota la dinastia Ximena.
Sanç Ramires va obrir tres fronts per a expandir el seu regne, seguint el corrent del Cinca, las Bardenas Reales i el Gallec. La conquesta del pla s'anava assegurant amb la construcció de castells que servien de llançadora i després com a protecció de la terra conquerida. Així Sanç I d'Aragó i Pamplona va construir, entre d'altres, els castells de Loarre, Obano, Montearagón, Artasona i Castiliscar. En el front del riu Cinca el 1064 va prendre Barbastre als musulmans gràcies al seu sogre Ermengol III d'Urgell, a qui concedí la ciutat però on morí en la represa de la ciutat per les tropes de Ahmed I ben Sulaiman al-Muktadir.
En ser assassinat Sanç IV de Navarra pel seu germà Ramon el 1076, es va originar un problema successori doncs els navarresos, no volent ser governats pel rei fratricida, van escollir Sanç I d'Aragó i Pamplona, el qual va incorporar el Regne de Navarra al Regne d'Aragó. El 1078 va talar els camps de Saraqusta, va construir la fortalesa de Castellar i més tard va fer tributari al rei musulmà d'aquella ciutat. El 1083 es va apoderar del castell de Graus, on havia mort el seu pare el 1063, Estada el 1087, Montsó el 1088 i Artasona en 1094. En el front de Las Bardenas, va ocupar Arguedas, en 1084 i Luna en 1092. En el front del riu Gallec, es va apoderar de Pedra Tallada i el 1083 va caure el Castell d'Ayerbe que va menar repoblar, en 1088 inicia el setge d'Osca aixecant el Castell de Montearagón, però va morir en el setge el 4 de juny de 1094.
Pere I d'Aragó finalment va conquerir Osca, que es va convertir en la nova capital del regne l'any 1095, després de dotze anys al derrotar Ahmed II Ibn Yusuf al-Mustain en la batalla d'Alcoraz. El 1101 va prendre Barbastre i Sariñena, així com Tamarit de Llitera el 1104.
Durant el regnat d'Alfons I el Batallador, en el curs de pocs anys, amb la valuosa col·laboració de la noblesa feudal del sud de França, es van conquerir els nuclis urbans i comarques de Tudela, Tarassona, Qalat al-Ayyub, Daroca i Saraqusta. La presa d'aquesta última ciutat l'1118 va suposar la caiguda de tot el regne musulmà, canviant d'aquesta manera radicalment les estructures socials i els horitzons espirituals del petit regne muntanyós que fins aquell moment havia estat Aragó.
El rei Batallador, que havia fracassat en el seu matrimoni amb la reina castellana Urraca I de Castella, no va tenir descendència. La mort d'Alfons I d'Aragó (1134) deixarà el regne sense hereu i segons el seu testament, en mans dels ordes militars. El Testament d'Alfons I obrirà un complex procés successori que acabarà amb l'adveniment del Casal comtal de Barcelona al Casal reial d'Aragó a través del comte Ramon Berenguer IV de Barcelona «el Sant».
| «                                              | I així també, per a després de la meva mort, deixo com a hereu i successor meu al Sepulcre del Senyor, que està a Jerusalem, i a aquells que el vigilen i custodien i allà mateix serveixen a Déu; i a l'Hospital dels Pobres, que està a Jerusalem; i al Temple del Senyor amb els cavallers que allí vigilen per defensar el nom de la cristiandat. A aquests tres concedeixo el meu regne (...) I si algun dels que tenen aquests honors i tindran en el futur volguessin aixecar-se en sobervia i no volguessin reconèixer aquests sants com a mi, els meus homes i els meus fidels els acusin de traïció i baucia, com ho farien si jo estigués viu i present, i els ajudin per fe i sense engany. | » |
| — Testament d'Alfons I, rei d'Aragó i Pamplona | |   |

## Dinastia Barcelona: el Casal d'Aragó
Serà amb la unió d'aragonesos i catalans sota el regnat de la dinastia del Casal de Barcelona quan el Regne d'Aragó i el Comtat de Barcelona assoliran les més altes cotes de poder i reputació. El Regne d'Aragó, obtindrà una àmplia sortida al mar i al comerç marítim; i el Comtat de Barcelona obtindrà una base territorial i de poder indiscutible. Gràcies a aquesta unió, la Corona d'Aragó aconseguirà per una banda disputar l'hegemonia política de la península Ibèrica a la Corona de Castella, i per l'altre el domini de la mediterrània al Regne de França i a les repúbliques marítimes italianes.

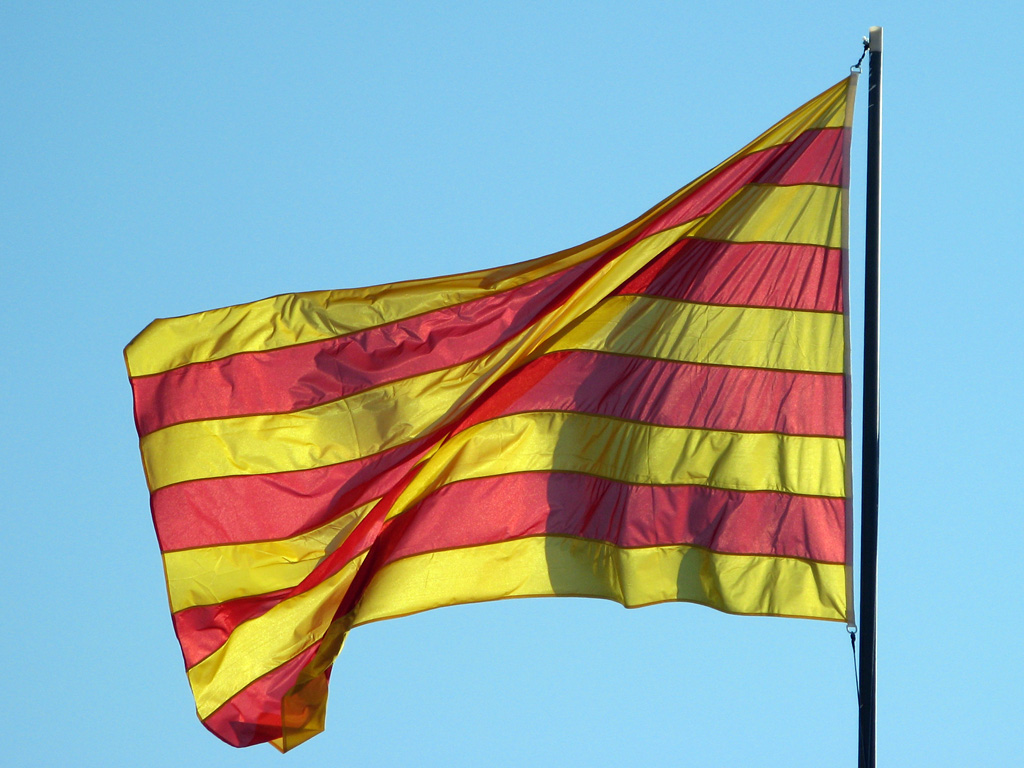
"E fo una vista la més bella qui anc fos
per aquells qui bé volen, a la Casa d'Aragón"

| «                                                                       | E el dit noble En Berenguer Carròs e companya del dit senyor rei entraren en Càller, e llevaren en la torre de Sant Brancaç un gran estendard reial del dit senyor rei, e després en cascuna de les altres torres, altre estendards, e molts penons reials menors. E per gràcia de Déu, con les dites senyeres e penons se llevaren de les torres no faïa gens de vent, e tantos con foren arborades, venc un vent de garbí, lo més bell del món, qui estés les senyeres totes, e los penons. E fo una vista la més bella qui anc fos per aquells qui bé volen, a la Casa d'Aragón; e per los contraris, dolor e rancura assats. E aquí lo llaus se llevà, e havia tantes de gents de catalans, dins e defora, e gents moltes de sards, e aquells de Bonaire, qui responien als llaus tots ensems, que paria que cel i terra ne vengués. E així los oficilas del dit senyor e el dit noble En Berenguer Carròs establiren bé lo dit castell (...) en tal manera que per tots temps d'aquí avant hi serà Déu servit; e hi trobaran totes gents vertitat e justícia, en tal manera que la Casa d'Aragón e tota Catalunya n'hauran honor e glòria. E d'aquí avant, ab l'ajuda de Déu, los catalans poder fer compte que seran senyors de la mar. | » |
| — La conquesta aragonesa de Sardenya - Ramon Muntaner, Crònica; cap 290 | |   |

## Dinastia Trastàmara
La mort de l'Infant Martí d'Aragó deixarà la Corona d'Aragó sense hereu i en el Compromís de Casp (1412) s'escollirà a Ferran I d'Aragó de la Dinastia Trastàmara com a nou sobirà. La dinastia Trastàmara prosseguirà l'obra de la dinastia del Casal de Barcelona i la Corona d'Aragó esdevindrà la primera potència política, comercial, econòmica i àdhuc cultural, de la mediterrània occidental. La mort del fill de Ferran II d'Aragó i Germana de Foix deixarà la Corona d'Aragó en mans dinastia de la Casa d'Àustria conjuntament amb la Corona de Castella i d'altres territoris europeus.

## Antroponímia de la Casa reial d'Aragó
Els noms personals de la Casa reial d'Aragó durant el llinatge de Pamplona foren Ramir, Sanç, Pere/Peronella i Alfons. Amb l'adveniment del llinatge de Barcelona, els patronímics reials aragonesos foren assumits per la nova dinastia, renunciant a emprar aquells que havien estat els propis del Casal comtal de Barcelona: Guifré, Sunyer, Miró, Sunifred, Ramon, Borrell i Berenguer. Tot i així, cal tenir present que el rei Alfons II d'Aragó, fill del comte Ramon Berenguer IV de Barcelona i la reina Peronella I d'Aragó, havia estat batejat pel seu pare amb el nom de Ramon; serà la seva mare qui l'anomenarà Alfons, antropònim acceptat per ell mateix en el moment de la seva coronació. Altrament s'incorporaren nous antropònims aliens a qualsevol de les tradicions dels dos llinatges: Jaume, Joan i Martí. L'adveniment del llinatge de Trastàmara suposà la introducció d'un nou antropònim: Ferran.
| Imatge                    | Antropònim | Freqüència | Sobirans |
| ------------------------- | ---------- | ---------- | --- |
| Alfons I                  | Alfons     | 5 (25%)    | Alfons I d'Aragó el Batallador Alfons II d'Aragó el Cast Alfons III d'Aragó el Franc Alfons IV d'Aragó el Benigne Alfons V d'Aragó el Magnànim             |
| Pere IV                   | Pere       | 5 (25%)    | Pere I d'Aragó el d'Osca Peronella I d'Aragó Pere II d'Aragó el Catòlic Pere III d'Aragó el Gran Pere IV d'Aragó el Cerimoniós (signava Pere Terç d'Aragó) |
| Jaume II                  | Jaume      | 2 (10%)    | Jaume I d'Aragó el Conqueridor Jaume II d'Aragó el Just |
| Ramir I                   | Ramir      | 2 (10%)    | Ramir I d'Aragó el Cristianíssim Ramir II d'Aragó el Monjo                                                                                                 |
| Joan I                    | Joan       | 2 (10%)    | Joan I d'Aragó el Caçador Joan II d'Aragó el Sense Fe |
|                           | Ferran     | 2 (10%)    | Ferran I d'Aragó el d'Antequera Ferran II d'Aragó el Catòlic                                                                                               |
| Sanç I d'Aragó i Pamplona | Sanç       | 1 (5%)     | Sanç I d'Aragó i Pamplona |
| Martí l'Humà              | Martí      | 1 (5%)     | Martí I d'Aragó l'Humà |

## Cerimonial de coronació dels reis d'Aragó

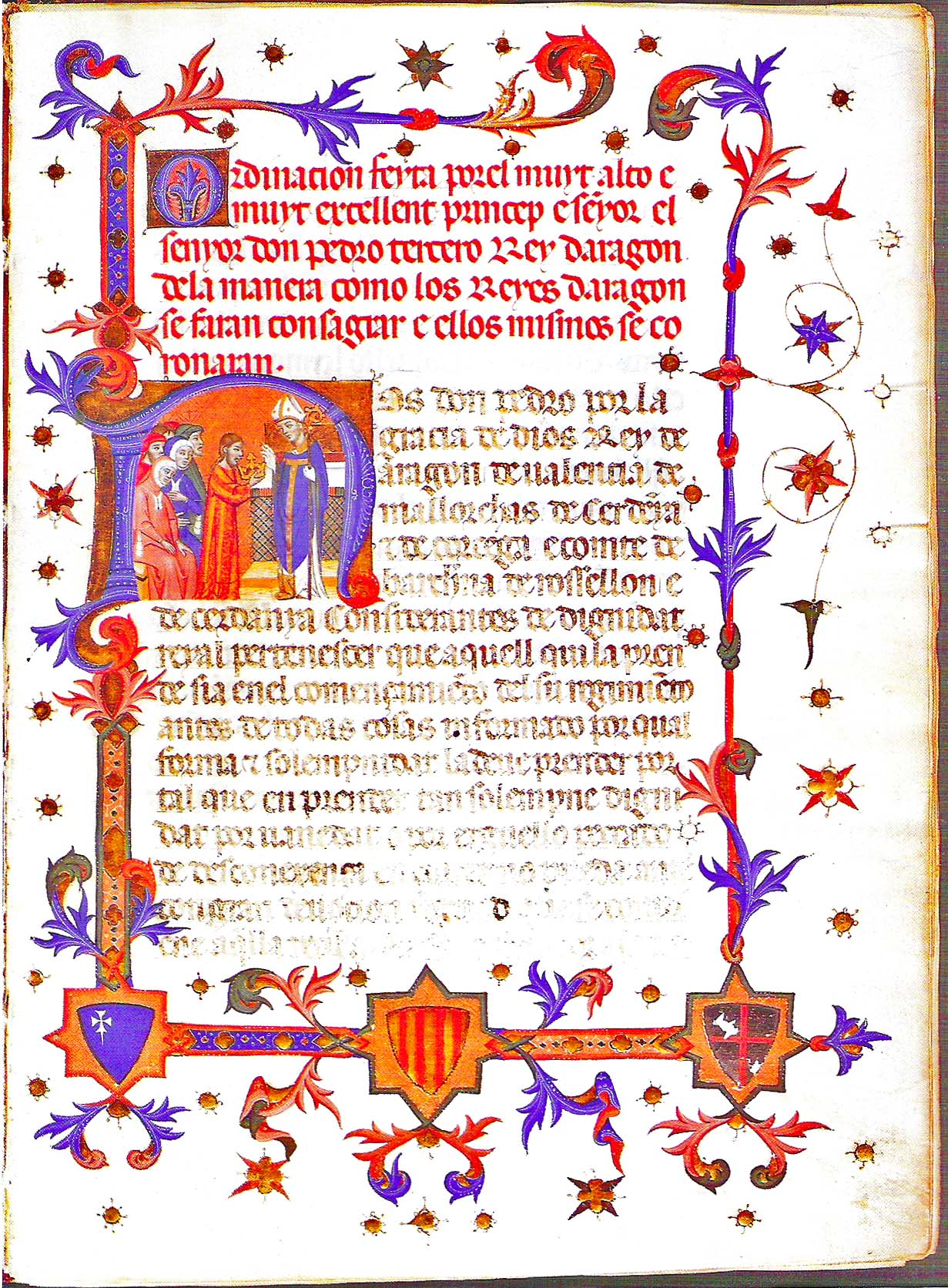
(en aragonès:Ordinacion feyta por el muyt alto e muyt excellent Princep e Senyor el Senyor Don Pedro tercero Rey dAragon de la manera como los Reys dAragon se faran consagrar e ellos mismos se coronaran). Ordinació del rei Pere IV d'Aragó el Cerimoniós (signava Pere Terç), que fixà el cerimonial de coronació dels reis d'aragó

El cerimonial de la coronació dels reis no formava part de la tradició de la Casal d'Aragó durant el Llinatge de Pamplona. El primer rei a rebre la cerimònia de la coronaració fou Pere II d'Aragó el Catòlic, qui fou coronat a Roma pel Sant Pare Innocenci III el 4 de febrer del 1204. És per aquesta raó que no fou fins al 1204 quan els reis d'Aragó començaren a emprar la corona com a símbol de la reialesa. A partir d'aleshores començarà a aparèixer en monedes i segells els reis coronats.
Davant el contratemps que suposava el desplaçament fins a Roma per a celebrar-hi la coronació, el 6 de juny del 1205 el Sant Pare dictà una butlla per la qual ordenava que els reis d'Aragó fossin coronats a la Catedral de Saragossa de mans de l'Arquebisbe de Tarragona; tot i aquesta darrera disposició però, en la pràctica les coronacions del reis d'Aragó també foren dutes a terme per bisbes del regne d'Aragó.

### Ritus del Pontifical romà
El pontifical romà del segle xii determinava el ritu de la coronació dels emperadors de l'Imperi Romà d'Orient (Imperi Romà d'Orient), perquè no s'havia previst cap ritus específic per a la coronació de reis. El Pontifical romà constava de diverses parts:
- Unctio: unció amb oli crismal
- Impositio corone: imposició de la corona i col·locació de les insignies reial, que eren el ceptre i el globus d'or
- Professio: declaració del rei
- Asignatio solii: entronització del rei asignanant-li les terres

### Ordo coronationis regis: Ordinació de la coronació dels Reis d'Aragó
Al llarg del segle xiii el cerimonial del Pontifical romà anirà prenent un caràcter específic al regne d'Aragó, que quedarà caracteritzat amb la coronació d'Alfons IV d'Aragó el Benigne, que s'autocoronà tal com recollí en la seva crònica Ramon Muntaner, i quedarà fixat en la Ordinatio feta per lo molt alt e molt excelent princep e senyor lo senyor en Pere terç rey d'Aragó de la manera con los reys d'Arago se faran consegrar e ells mateys se coronaran
| Casa Reial         | Llinatge               | Sobirà | Data de Coronació                                                                                            | Lloc de Coronació                                                                                            | Bisbe de Coronació                                                                                           |
| ------------------ | ---------------------- | --- | --- | --- | --- |
|                    | 1204                   | Pere II d'Aragó, primer en ésser coronat rei d'Aragó                                                         | Pere II d'Aragó, primer en ésser coronat rei d'Aragó                                                         | Pere II d'Aragó, primer en ésser coronat rei d'Aragó                                                         | Pere II d'Aragó, primer en ésser coronat rei d'Aragó                                                         |
| Casa Reial d'Aragó | Llinatge de Barcelona  | | | | |
| Casa Reial d'Aragó | Llinatge de Barcelona  | Pere II d'Aragó, el Catòlic                                                                                  | 1204, 4 de febrer                                                                                            | Roma | Bisbe de Roma, Papa Innocenci III                                                                            |
| Casa Reial d'Aragó | Llinatge de Barcelona  | Jaume I d'Aragó, el Conqueridor                                                                              | No celebrà cerimònia de coronació                                                                            | No celebrà cerimònia de coronació                                                                            | No celebrà cerimònia de coronació                                                                            |
| Casa Reial d'Aragó | Llinatge de Barcelona  | Pere III d'Aragó, el Gran                                                                                    | 1276, 15-22 de novembre                                                                                      | Catedral de Saragossa                                                                                        | Arquebisbe de Tarragona Bernat d'Olivella                                                                    |
| Casa Reial d'Aragó | Llinatge de Barcelona  | Alfons III d'Aragó, el Franc                                                                                 | 1286, 14 d'abril                                                                                             | Catedral de Saragossa                                                                                        | Bisbe d'Osca Jaume Sarroca                                                                                   |
| Casa Reial d'Aragó | Llinatge de Barcelona  | Jaume II d'Aragó, el Just                                                                                    | 1291, 24 de setembre                                                                                         | Catedral de Saragossa                                                                                        | Bisbe de Saragossa Hug de Mataplana                                                                          |
| Casa Reial d'Aragó | Llinatge de Barcelona  | Alfons IV d'Aragó, el Benigne                                                                                | 1328, 3 d'abril                                                                                              | Catedral de Saragossa                                                                                        | Autocoronat                                                                                                  |
| Casa Reial d'Aragó | Llinatge de Barcelona  | Pere IV d'Aragó, el Cerimoniós                                                                               | 1336, 14 d'abril                                                                                             | Catedral de Saragossa                                                                                        | Autocoronat                                                                                                  |
|                    | 13xx                   | El rei Pere IV d'Aragó "el Cerimoniós" dictamina les Ordinacions de Casa e Cort                              | El rei Pere IV d'Aragó "el Cerimoniós" dictamina les Ordinacions de Casa e Cort                              | El rei Pere IV d'Aragó "el Cerimoniós" dictamina les Ordinacions de Casa e Cort                              | El rei Pere IV d'Aragó "el Cerimoniós" dictamina les Ordinacions de Casa e Cort                              |
| Casa Reial d'Aragó | Llinatge de Barcelona  | | | | |
| Casa Reial d'Aragó | Llinatge de Barcelona  | Joan I d'Aragó, el Cerimoniós                                                                                | No pogué celebrar cerimònia de coronació                                                                     | No pogué celebrar cerimònia de coronació                                                                     | No pogué celebrar cerimònia de coronació                                                                     |
| Casa Reial d'Aragó | Llinatge de Barcelona  | Martí I d'Aragó, l'Humà                                                                                      | 1399, 13 d'abril                                                                                             | Catedral de Saragossa                                                                                        | Autocoronat                                                                                                  |
| Casa Reial d'Aragó | Llinatge de Trastàmara | | | | |
| Casa Reial d'Aragó | Llinatge de Trastàmara | Ferran I d'Aragó, el d'Antequera                                                                             | 1414, 11 de febrer                                                                                           | Catedral de Saragossa                                                                                        | Autocoronat                                                                                                  |
|                    | 1414                   | Ferran I d'Aragó, darrera en ésser coronat rei d'Aragó. La cerimònia cau en desús pel llinatge de Trastàmara | Ferran I d'Aragó, darrera en ésser coronat rei d'Aragó. La cerimònia cau en desús pel llinatge de Trastàmara | Ferran I d'Aragó, darrera en ésser coronat rei d'Aragó. La cerimònia cau en desús pel llinatge de Trastàmara | Ferran I d'Aragó, darrera en ésser coronat rei d'Aragó. La cerimònia cau en desús pel llinatge de Trastàmara |

## Organització de la casa reial d'Aragó
Les Ordinacions de la casa i cort són el conjunt de regles i disposicions estatuïdes vers el 1344 pel rei Pere el Cerimoniós sobre funcionament de la Casa reial d'Aragó. Annexa a les Ordinacions de la Casa reial, hi ha les ordinacions sobre el cerimonial de coronació dels reis d'Aragó. Les còpies dels manuscrits que ens han arribat determinen que les Ordinacions pròpiament dites sobre el funcionament de la Casa consten de 4 parts, que es complementen amb les Ordinacions sobre el cerimonial de la coronació dels reis i les reines d'Aragó.
- Ordinacions sobre els oficials de la cort
  - 1) Primera part: dels oficials de la cort
  - 2) Segona part: dels oficis
  - 3) Tercera part: dels oficis
  - 4) Quarta part; de la Casa, calendari i festes
- Ordinacions sobre la coronació dels reis d'Aragó
- Ordinacions sobre la coronació de les reines d'Aragó

## Símbols de la Casa reial d'Aragó

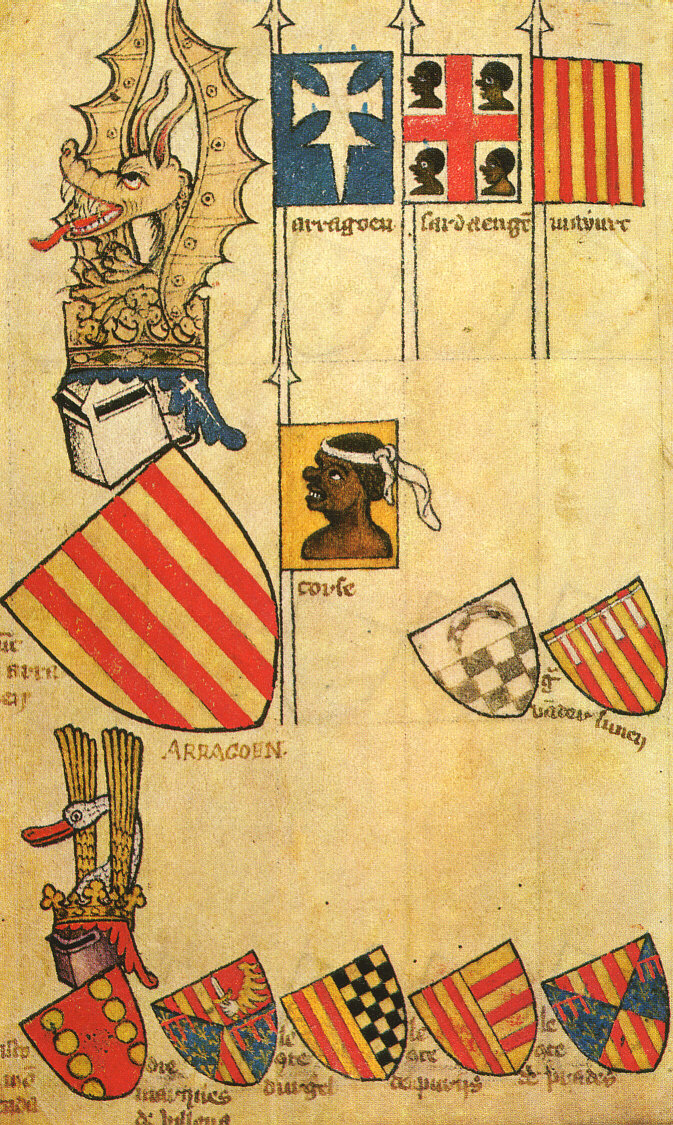
Cimera del Rei d'Aragó
a l'Armorial de Gelre

Les insígnies reials eren objectes materials que representaven la dignitat reial i s'empraren sobretot durant les coronacions del reis, apareixent de manera figurativa en les efígies representades en monedes i segells donat el caràcter oficial d'aquests. Durant la Dinastia Ximena la insígnia de la dignitat reial fou el ceptre, una mena de bàculo rematat en una creu litúrgica, seguint l'estil de la monarquia pamplonesa. Aquest ceptre fou representat en les monedes aragoneses decoradada amb una filigrana i que al segle xiv serví d'inspiració per la Creu d'Ènnec Aritza i l'Arbre de Sobrarbe.
Però amb l'adveniment de dinastia dels comtes de Barcelona el ceptre fou modificat i adoptà la forma habitual, rematada per una forma en flor de llis. Així mateix el llinatge dels comtes de Barcelona amplià les insígnies reials amb la corona, el pom d'or i el soli reial (tron). Al llarg de l'edat mitjana la corona fou oberta, encara que de manera excepcional el rei en Martí I d'Aragó n'utilitzà una de tancada, que abans estava reservada als emperadors, i que seria la forma escollida durant l'edat moderna.
Segons les Ordinacions fetes per lo Senyor en Pere terç rey dArago del rei Pere IV d'Aragó el Cerimoniós (que signava Pere terç), les insígnies per a les coronacions eren l'Espasa de les coronacions dels reis d'Aragó, els esperons, el penó i l'escut amb la Senyera Reial, i la Cimera Reial, que mostraven al rei com a cavaller i membre del Casal d'Aragó, legítim hereu del regne. Els atributs cavallerescosa es documenten des de mitjans del segle xii, així com la Senyera Reial, símbol del Casal d'Aragó. En canvi la cimera del drac alat fou una innovació del segle xiv introduïda per Pere IV d'Aragó «el Cerimoniós».
Totes aquestes representacions de les insígnies però, no es vinculaven a objectes materials específics. De fet, durant l'edat mitjana, cada sobirà es feu fer una corona pròpia, així com un ceptre i un tron particular. Es donà el cas que un sobirà podia tenir més d'una corona, o podia donar-la a un monestir en el moment de la seva mort, o inclús empenyar-la, o podia tenir diverses espases, que podien ser entregades a alguna dignitat o donades en herència o portar-les fins a la mort. Per a les insígnies tampoc existí un disseny oficial, sinó cadascuna era elaborada d'acord amb la moda del moment, i es feia tant rica com el sobirà podia permetres.

## Tombes de la Casa reial d'Aragó
| Casa Reial         | Llinatge               | Regnat    | ...............Sobirà............... | Imatge | Sepulcre | Estat |
| ------------------ | ---------------------- | --------- | --- | --- | --- | --- |
|                    |                        | 1035      | Creació del Regne d'Aragó | Creació del Regne d'Aragó | Creació del Regne d'Aragó | Creació del Regne d'Aragó |
| Casa Reial d'Aragó | Llinatge de Pamplona   |           | | | | |
| Casa Reial d'Aragó | Llinatge de Pamplona   | 1035 1069 | Ramir I d'Aragó, el Cristianíssim | Reial Monestir de Sant Joan de la Penya | Reial Monestir de Sant Joan de la Penya | *Reconstrucció: 1770 El sepulcre està buit i les restes estan des de fa 20 anys en algun lloc de la Universitat de Saragossa                                                              |
| Casa Reial d'Aragó | Llinatge de Pamplona   | 1063 1094 | Sanç I d'Aragó i Pamplona | Reial Monestir de Sant Joan de la Penya | Reial Abadia de Montaragó, traslladat després al Reial Monestir de Sant Joan de la Penya                                                                                                  | *Reconstrucció: 1770 El sepulcre està buit i les restes estan des de fa 20 anys en algun lloc de la Universitat de Saragossa                                                              |
| Casa Reial d'Aragó | Llinatge de Pamplona   | 1094 1104 | Pere I d'Aragó el d'Osca | Reial Monestir de Sant Joan de la Penya | Reial Monestir de Sant Joan de la Penya | *Reconstrucció: 1770 El sepulcre està buit i les restes estan des de fa 20 anys en algun lloc de la Universitat de Saragossa                                                              |
| Casa Reial d'Aragó | Llinatge de Pamplona   | 1104 1134 | Alfons I d'Aragó, el Batallador | | Reial Abadia de Montaragó, traslladat després al Reial Monestir de Sant Pere el Vell | *Desamortitzacions espanyoles: Tomba destruïda *Abadia incendiada completament |
| Casa Reial d'Aragó | Llinatge de Pamplona   | 1134 1157 | Ramir II d'Aragó, el Monjo | | Reial Monestir de Sant Pere el Vell | |
| Casa Reial d'Aragó | Llinatge de Pamplona   | 1157 1164 | Peronella I d'Aragó | | Catedral de Barcelona | |
|                    |                        | 1137      | Capitulacions de Barbastre, pel matrimoni entre la reina Peronella I d'Aragó i el comte Ramon Berenguer IV de Barcelona                                                                   | Capitulacions de Barbastre, pel matrimoni entre la reina Peronella I d'Aragó i el comte Ramon Berenguer IV de Barcelona                                                                   | Capitulacions de Barbastre, pel matrimoni entre la reina Peronella I d'Aragó i el comte Ramon Berenguer IV de Barcelona                                                                   | Capitulacions de Barbastre, pel matrimoni entre la reina Peronella I d'Aragó i el comte Ramon Berenguer IV de Barcelona                                                                   |
| Casa Reial d'Aragó | Llinatge de Barcelona  |           | | | | |
| Casa Reial d'Aragó | Llinatge de Barcelona  | 1164 1196 | Alfons II d'Aragó, el Cast | Reial Monestir de Santa Maria de Poblet | Reial Monestir de Santa Maria de Poblet | *Desamortitzacions espanyoles: Tomba profanada i destruïda *Reconstrucció: 1940-1952 |
| Casa Reial d'Aragó | Llinatge de Barcelona  | 1196 1213 | Pere II d'Aragó, el Catòlic | Tomba de Pere II d'Aragó | Reial Monestir de Santa Maria de Sixena | *Milicians anarquistes: Tomba profanada i destruïda *No Reconstruïda |
| Casa Reial d'Aragó | Llinatge de Barcelona  | 1213 1276 | Jaume I d'Aragó, el Conqueridor | Tomba de Jaume I | Reial Monestir de Santa Maria de Poblet | *Desamortitzacions espanyoles: Tomba profanada i destruïda *Reconstrucció: 1940-1952 |
| Casa Reial d'Aragó | Llinatge de Barcelona  | 1276 1285 | Pere III d'Aragó, el Gran | | Reial Monestir de Santa Maria de Santes Creus | No profanda |
| Casa Reial d'Aragó | Llinatge de Barcelona  | 1285 1291 | Alfons III d'Aragó, el Franc | Sepulcres de la Catedral de Barcelona | Reial Monestir de Sant Francesc traslladat el 1854 a la Catedral de Barcelona | *Desamortitzacions espanyoles: Tomba destruïda *Monestir enderrocat completament |
| Casa Reial d'Aragó | Llinatge de Barcelona  | 1291 1327 | Jaume II d'Aragó, el Just | | Reial Monestir de Santa Maria de Santes Creus | *Desamortitzacions espanyoles: Tomba profanada |
| Casa Reial d'Aragó | Llinatge de Barcelona  | 1327 1336 | Alfons IV d'Aragó, el Benigne | Sepulcre d'Alfons el Benigne | Catedral vella de Lleida | Felip V de Castella Catedral convertida en fortalesa Tomba destruïda *Reconstrucció: 1986                                                                                                 |
| Casa Reial d'Aragó | Llinatge de Barcelona  | 1336 1387 | Pere IV d'Aragó, el Ceremoniós | Panteó Reial de Poblet | Reial Monestir de Santa Maria de Poblet | *Desamortitzacions espanyoles: Tomba profanada i destruïda *Reconstrucció: 1940-1952 |
| Casa Reial d'Aragó | Llinatge de Barcelona  | 1387 1396 | Joan I d'Aragó, el Caçador | Reial Monestir de Santa Maria de Poblet | Reial Monestir de Santa Maria de Poblet | *Desamortitzacions espanyoles: Tomba profanada i destruïda *Reconstrucció: 1940-1952 |
| Casa Reial d'Aragó | Llinatge de Barcelona  | 1396 1410 | Martí I d'Aragó, l'Humà | Tomba de Martí I l'Humà al Monestir de Poblet | Catedral de Barcelona traslladat a mitjan segle xv al Reial Monestir de Santa Maria de Poblet                                                                                             | *Desamortitzacions espanyoles: Tomba profanada i destruïda *Reconstrucció: 1940-1952 |
|                    |                        | 1410 1412 | Interregne que conclou amb el Compromís de Casp | Interregne que conclou amb el Compromís de Casp | Interregne que conclou amb el Compromís de Casp | Interregne que conclou amb el Compromís de Casp |
| Casa Reial d'Aragó | Llinatge de Trastàmara |           | | | | |
| Casa Reial d'Aragó | Llinatge de Trastàmara | 1412 1416 | Ferran I d'Aragó, el d'Antequera | Panteó Reial de Poblet | Reial Monestir de Santa Maria de Poblet | *Desamortitzacions espanyoles: Tomba profanada i destruïda *Reconstrucció: 1940-1952 |
| Casa Reial d'Aragó | Llinatge de Trastàmara | 1416 1458 | Alfons V d'Aragó, el Magnànim | Tomba d'Alfons V | Reial Monestir de Santa Maria de Poblet | *Desamortitzacions espanyoles: Tomba profanada i destruïda *Reconstrucció: 1940-1952 |
| Casa Reial d'Aragó | Llinatge de Trastàmara | 1458 1479 | Joan II d'Aragó, el Sense Fe | Reial Monestir de Santa Maria de Poblet | Reial Monestir de Santa Maria de Poblet | *Desamortitzacions espanyoles: Tomba profanada i destruïda *Reconstrucció: 1940-1952 |
| Casa Reial d'Aragó | Llinatge de Trastàmara | 1479 1516 | Ferran II d'Aragó, el Catòlic | Tomba de Ferran el Catòlic | Catedral de Granada | |
|                    |                        | 1475      | Per la Concòrdia de Segòvia, unió de la Casa Reial d'Aragó i la Casa Reial de Castella, que quedarà extinta per manca de successors mascles, passant els seus dominis a la Casa d'Àustria | Per la Concòrdia de Segòvia, unió de la Casa Reial d'Aragó i la Casa Reial de Castella, que quedarà extinta per manca de successors mascles, passant els seus dominis a la Casa d'Àustria | Per la Concòrdia de Segòvia, unió de la Casa Reial d'Aragó i la Casa Reial de Castella, que quedarà extinta per manca de successors mascles, passant els seus dominis a la Casa d'Àustria | Per la Concòrdia de Segòvia, unió de la Casa Reial d'Aragó i la Casa Reial de Castella, que quedarà extinta per manca de successors mascles, passant els seus dominis a la Casa d'Àustria |